# Al Convegno dei Terranova
Al Convegno dei Terranova (titolo originale francese Au Rendez-Vous des Terre-Neuvas, pubblicato in traduzione italiana anche col titolo Maigret al Convegno dei Terranova e All'Insegna di Terranova) è un romanzo poliziesco di Georges Simenon con protagonista il commissario Maigret.
È il nono romanzo dedicato al personaggio del celebre commissario.

## Trama
Maigret si prepara per le sue annuali vacanze in Alsazia, ma riceve una lettera da un vecchio compagno di scuola, Jorissen, diventato insegnante a Quimper: un suo ex studente, Pierre Le Clinche, è accusato (ingiustamente, secondo Jorissen) dell'omicidio di Octave Fallut, capitano del peschereccio Océan, dove Le Clinche era marconista. Maigret convince la moglie a passare le vacanze a Fécamp, dove comincia a indagare ufficiosamente. Nessuno in paese e al café Au Rendez-Vous des Terre-Neuvas parla chiaramente con Maigret e le indagini si fanno via via più complesse proprio per la ritrosia dei paesani, bretoni, uomini di mare, per niente avvezzi alle indagini di un poliziotto di città. Intanto l'accusato in preda a una sorta di depressione, non parla, come se stesse tenendo nascosto qualcosa. Ma il commissario continua a scavare scoprendo un altro omicidio, avvenuto in alto mare, che si rivelerà il vero motivo dell'assassinio del capitano dell'Océan.
Maigret risolve il caso, ma preferisce lasciare Fécamp e tornare a Parigi senza consegnare il colpevole alla polizia locale.

## Edizioni
Il romanzo è stato scritto a bordo dell'"Ostrogoth" a Morsang-sur-Seine nel luglio del 1931 e pubblicato per la prima volta il mese successivo in Francia, per l'editore Fayard.
In Italia è apparso per la prima volta nel 1933, tradotto da Guido Cantini, con il titolo Al Convegno dei Terranova, pubblicato da Mondadori nella collana "I libri neri. I romanzi polizieschi di Georges Simenon" (nº 9). Sempre per lo stesso editore è stato ripubblicato, dal 1968 col titolo Maigret al Convegno dei Terranova e la traduzione di Elena Cantini, in altre collane o raccolte tra gli anni trenta e ottanta (dal 1971 nella traduzione di Rosalba Buccianti). Nel 1997 il romanzo è stato pubblicato presso Adelphi con il titolo All'Insegna di Terranova, tradotto da Anna Morpugo, nella collana dedicata al commissario (parte de "gli Adelphi", al nº 122).

## Film e televisione
Due sono stati gli adattamenti del romanzo per la televisione:
- Episodio dal titolo The Log of the Cap Fagnet, facente parte della serie televisiva Maigret, diretto da Michael Hayes e trasmesso per la prima volta sulla BBC il 19 novembre 1963, con Rupert Davies nel ruolo del commissario Maigret.
- Episodio dal titolo Au Rendez-Vous des Terre-Neuvas, facente parte della serie televisiva Les enquêtes du commissaire Maigret per la regia di Jean-Paul Sassy, trasmesso per la prima volta su Antenne 2 il 3 dicembre 1977, con Jean Richard nel ruolo del commissario Maigret.